# Serçeme
La rivière de Serçeme (Serçeme Çayı ou Serçeme Deresi appelée aussi Baş Çayı) est une rivière turque coupée par le barrage de Kuzgun. Elle prend sa source au sud du mont Mescit Dağı (tr) (3 239 m). C'est un affluent de la rivière Karasu branche septentrionale de l'Euphrate avec lequel elle conflue près du village de Küçükgeçit entre Erzurum et Aşkale. 